# Anssi Paasi
Anssi Paasi (Kajaani, 14 september 1955) is een Fins professor in de regionale geografie.
Paasi is verbonden aan de Universiteit van Oulu en is bekend van zijn werk op het gebied van het ontstaan en veranderen van regio's op basis van territorium, symbolen, instituties en het sociale bewustzijn binnen de regio.